# (7347) 1993 EW
1993 إي دابليو (ويعرف أيضًا باسم (7347) 1993 إي دابليو وفق تسمية الكوكب الصغير) (بالإنجليزية: 1993 EW)‏ هو كويكب ضمن حزام الكويكبات؛ وترتيبه 7347 من حيث الاكتشاف.
اكتُشف هذا الجُرم الفلكي بواسطة هيروشي كانيدا في 12 مارس 1993.

## وصلات خارجية
- (7347) 1993 EW في قاعدة بيانات مختبر الدفع النفاث لأجرام النظام الشمسي الصغيرة

- الاكتشاف · مخطط المدار ·  العناصر المدارية · المعلمات المادية

- (7347) 1993 EW على موقع ويكي سكاي: DSS2, SDSS, GALEX, IRAS, Hydrogen α, X-Ray, Astrophoto, Sky Map, Articles and images